# Till Death Do Us Part (альбом Deicide)
| Оценки критиков     | Оценки критиков |
| Источник            | Оценка          |
| ------------------- | --------------- |
| About.com           | [ 1 ]           |
| Allmusic            | [ 2 ]           |
| Chronicles of Chaos | (9/10)          |
| Metal Temple        | [ 4 ]           |
| MFG                 | [ 5 ]           |
| RevelationZ         | [ 6 ]           |
| Rock Kingdom        | [ 7 ]           |

Till Death Do Us Part (рус. Пока смерть не разлучит нас) — студийный альбом дэт-метал-группы Deicide, издан в 2008 году.

## Об альбоме
Лицевая обложка альбома представляет собой фрагмент картины немецкого художника Ханса Балдунга (ок. 1480 — 1545) «Женщина и Смерть».

## Список композиций
1. "The Beginning of the End" – 3:40
2. "Till Death Do Us Part" – 4:14
3. "Hate of All Hatreds" – 3:53
4. "In the Eyes of God" – 4:53
5. "Worthless Misery" – 4:59
6. "Severed Ties" – 4:01
7. "Not as Long as We Both Shall Live" – 5:05
8. "Angel of Agony" – 3:29
9. "Horror in the Halls of Stone" – 6:24
10. "The End of the Beginning" – 1:40